# 张锡祥
张锡祥（1933年5月19日—），山西文水人，雷达对抗专家，中国工程院院士。
1999年，获选中国工程院信息与电子工程学部院士。